# Baudres
Baudres és un municipi francès, situat al departament de l'Indre i a la regió de Centre – Vall del Loira. L'any 2007 tenia 509 habitants.

## Demografia

### Població
El 2007 la població de fet de Baudres era de 509 persones. Hi havia 220 famílies, de les quals 56 eren unipersonals (24 homes vivint sols i 32 dones vivint soles), 100 parelles sense fills, 56 parelles amb fills i 8 famílies monoparentals amb fills.
La població ha evolucionat segons el següent gràfic:
Habitants censats

### Habitatges
El 2007 hi havia 306 habitatges, 224 eren l'habitatge principal de la família, 55 eren segones residències i 26 estaven desocupats. 301 eren cases i 4 eren apartaments. Dels 224 habitatges principals, 182 estaven ocupats pels seus propietaris, 38 estaven llogats i ocupats pels llogaters i 4 estaven cedits a títol gratuït; 2 tenien una cambra, 9 en tenien dues, 63 en tenien tres, 76 en tenien quatre i 74 en tenien cinc o més. 176 habitatges disposaven pel capbaix d'una plaça de pàrquing. A 97 habitatges hi havia un automòbil i a 107 n'hi havia dos o més.

### Piràmide de població
La piràmide de població per edats i sexe el 2009 era:
| Homes | Edats   | Dones |
| ----- | ------- | ----- |
| 0     | 95 o +  | 0     |
| 4     | 90 a 94 | 0     |
| 4     | 85 a 89 | 12    |
| 4     | 80 a 84 | 16    |
| 8     | 75 a 79 | 20    |
| 8     | 70 a 74 | 12    |
| 32    | 65 a 69 | 24    |
| 28    | 60 a 64 | 24    |
| 16    | 55 a 59 | 4     |
| 16    | 50 a 54 | 20    |
| 24    | 45 a 49 | 12    |
| 24    | 40 a 44 | 32    |
| 12    | 35 a 39 | 12    |
| 12    | 30 a 34 | 16    |
| 8     | 25 a 29 | 8     |
| 4     | 20 a 24 | 16    |
| 4     | 15 a 19 | 8     |
| 0     | 10 a 14 | 12    |
| 16    | 5 a 9   | 12    |
| 4     | 0 a 4   | 12    |

## Economia
El 2007 la població en edat de treballar era de 295 persones, 212 eren actives i 83 eren inactives. De les 212 persones actives 191 estaven ocupades (106 homes i 85 dones) i 21 estaven aturades (12 homes i 9 dones). De les 83 persones inactives 34 estaven jubilades, 20 estaven estudiant i 29 estaven classificades com a «altres inactius».

### Ingressos
El 2009 a Baudres hi havia 217 unitats fiscals que integraven 450 persones, la mediana anual d'ingressos fiscals per persona era de 15.678 €.

### Activitats econòmiques
Dels 14 establiments que hi havia el 2007, 1 era d'una empresa de fabricació d'altres productes industrials, 2 d'empreses de construcció, 7 d'empreses de comerç i reparació d'automòbils, 1 d'una empresa d'hostatgeria i restauració, 1 d'una empresa immobiliària i 2 d'empreses classificades com a «altres activitats de serveis».
Dels 4 establiments de servei als particulars que hi havia el 2009, 1 era un paleta, 1 empresa de construcció, 1 perruqueria i 1 agència immobiliària.
Dels 3 establiments comercials que hi havia el 2009, 1 era una botiga de més de 120 m², 1 una fleca i 1 una joieria.
L'any 2000 a Baudres hi havia 20 explotacions agrícoles que ocupaven un total de 1.386 hectàrees.

## Equipaments sanitaris i escolars
El 2009 hi havia una escola maternal integrada dins d'un grup escolar amb les comunes properes formant una escola dispersa.

## Poblacions més properes
El següent diagrama mostra les poblacions més properes.